# Joseph Simmler
Joseph Simmler (* 4. November 1842 in Geisenheim, Herzogtum Nassau; † 25. September 1899 in Aschaffenburg) war ein deutscher Künstler, der vor allem als Illustrator hervortrat.
Joseph Simmler war eines von neun Kindern des Malers Friedrich Simmler (1801–1872). Seine Geschwister Wilhelm Simmler (1840–1923), Franz Joseph Simmler (1846–1926) und Antonia Simmler (1852–1923) waren ebenfalls künstlerisch tätig. 
Über sein Leben ist kaum etwas bekannt. Er war in den 1860er Jahren zeitweise mit seinem Bruder Franz Joseph in der Werkstatt des Bildhauers Gottfried Renn in Speyer tätig. Bekannt sind von ihm ferner mehrere Illustrationen für Kinder- und Jugendbücher.
Später arbeitete er als Oberamtmann der Grafen von Ingelheim, für die bereits sein Großvater Johann Melchior Simmler (1758–1835) tätig war.

## Werke
Von ihm sind folgende Illustrationen bekannt:
- Conanchet, der Indianerhäuptling. Eine Erzählung für die reifere Jugend. Nach dem Englischen des J. F. Cooper bearbeitet von Franz Hoffmann. Mit 6 Bildern in Farbendruck nach Aquarellen von J. Simmler. K. Thienemann`s Verlag. Gebrüder Hoffmann, Stuttgart 1857 (Digitalisat).
- Deutsche Bilderbogen für Jung und Alt. Weise, Stuttgart ca. 1867–1869
  - Nr. 18 Jägers Leid und Lust
  - Nr. 66 Jägerlatein
  - Nr. 82 Weinlese im Rheingau
  - Nr. 89 Eine Tour in's Gebirge (Digitalisat)
- Gottlob Dittmar: Der Kinder Lust. Velhagen und Klasing, Bielefeld 1871. 2. Auflage 1874 (Digitalisat).
- Der rothe Freibeuter. Nach J. F. Cooper für die reifere Jugend bearbeitet von Otto Hoffmann. Mit sechs Farbendruckbildern nach Aquarellen von J. Simmler und C. Offterdinger. Julius Hoffmann (K. Thienemanns Verlag), Stuttgart 1874 (Digitalisat).